# 吳哥窟：失落的石頭之林
《吳哥窟：失落的石頭之林》（簡體版譯名：《吴哥：石林》，直譯：「吳哥：石頭之林」）是法國考古學家、藝術史學家兼吳哥窟專家布魯諾·戴尚的插畫專題論著，專論吳哥窟的發現史及考古史。法文原版於1989年由加利瑪出版社在巴黎發行，是為該出版社旗下的「加利瑪發現文庫」第64種書目；臺灣時報文化於2003年推出中譯本，作為其旗下的「發現之旅叢書」第71集；簡體譯本在2007年推出，由上海書店出版社發行，為簡體版「發現之旅」第90冊。該書在2002年改編成同名紀錄片。

## 簡介

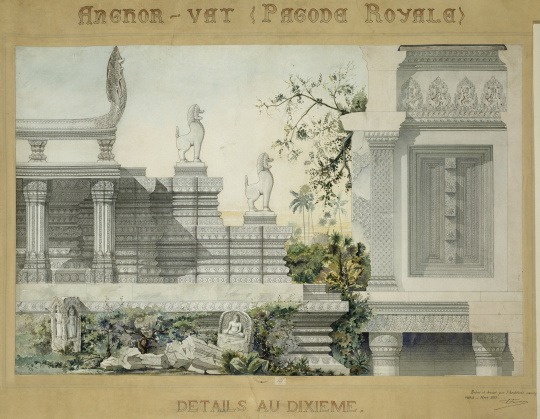
封底圖：《吳哥窟，塔的背面》，鋼筆水彩畫，孚內侯/繪，1889年3月。巴黎國立高等藝術學院藏。

《吳哥窟：失落的石頭之林》原屬「迷你」口袋叢書「加利瑪發現文庫」中的「考古」系列（Série Archéologie），也就是說，本書的主題是吳哥窟的發現史，以及對其考古遺跡、遺物和文獻資料的研究（吳哥窟考古史），而非這座「寺城聖殿」本身的歷史。
作者用編年體方式追溯這座高棉帝國的舊都——吳哥窟的發現過程。這段歷史中包含來自世上不同國家、不同民族的發現者、探險家：13世紀的元朝使節周達觀對這「寺城」留下深刻印象，返國後寫下《眞臘風土記》；16、17世紀的歐洲傳教士將之比做另一個羅馬、巴別塔；日本訪客到訪王城，以為置身古印度。作者聚焦於歐洲探險者的勘探經過，例如：亨利·穆奧、都達·德拉格雷、德拉波特、加尼耶、亨利·馬沙等。
依「加利瑪發現文庫」的「圖像閱讀」傳統，該書奠基於一套豐富的圖像文獻，用平滑度高且光澤感強的雪銅紙印製，將文本和高品質的視覺圖像巧妙結合，達成圖文互動的影像蒙太奇式編排，為閱讀增添趣味，猶如觀賞一部電視紀錄片。換言之，「貨眞價實的專題論著，以藝術圖書的標準編輯出版」，幾乎有如一本充滿彩色插畫的「圖像小說」。

## 章節

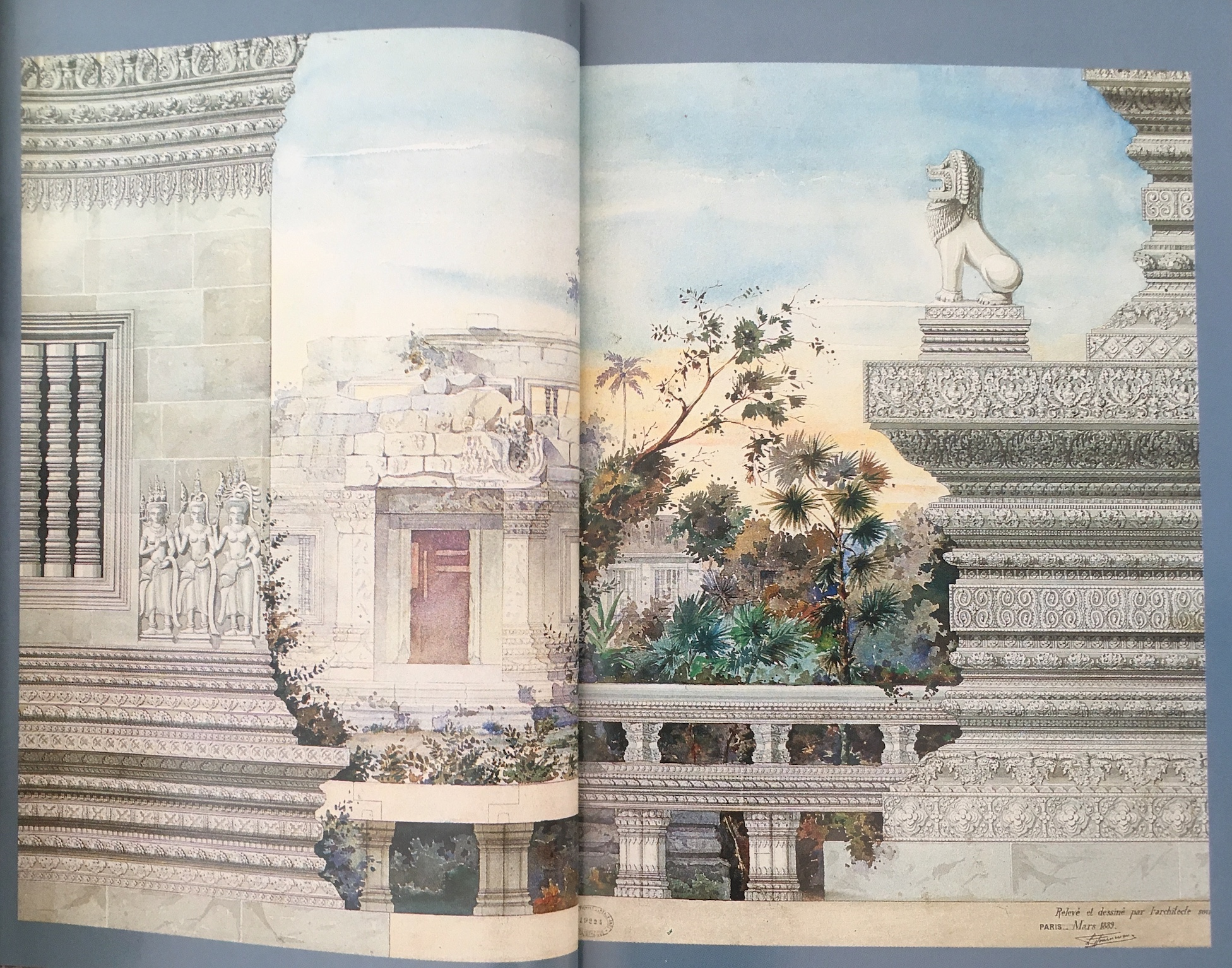
吳哥窟，東西縱剖面修復圖局部。鋼筆水彩畫，孚內侯/繪，1889年3月，巴黎國立高等藝術學院的圖書館藏。

開卷「片花」（pp. 1–9），為一系列佔據整頁的19世鋼筆水彩畫，由法國探險家和考古學家呂襄·孚內侯繪製，發表於1889年。正文內容分為六個章節——第一章：眞的是新發現嗎？（pp. 13–29）；第二章：「發現者」（pp. 31–43）；第三章：探勘的經過（pp. 45–61）；第四章：探險家的時代告終（pp. 63–81）；第五章：回歸王國的吳哥（pp. 83–113）；第六章：吳哥，柬埔寨的榮耀（pp. 115–127）。
該書的第二部份「見證與文獻」，收集了摘錄自各種文獻或文學來源的資料，分成五個部份——1. 吳哥之旅（pp. 130–157）；2. 具有宇宙觀的象徵主義（pp. 158–167）；3. 年表（pp. 168–171）；4. 修復與原物重建（pp. 172–177）；5. 漫遊吳哥與展覽會場（pp. 178–183）。最後，該書以「圖片目錄與出處」（pp. 184–188）和「索引」（pp. 189–193）作結。

## 反響
在Babelio上，基於11條評分，《吳哥窟》平均得分3.64（最高5分）。在Goodreads上，基於30條評分，平均得分3.83/5。表示「普遍反響良好」。

## 改編
《吳哥窟》在2002年改編成紀錄片，法國導演尙-克勞德·呂伯康斯基執導，法國演員賽吉·阿維德奇安和西薇‧莫羅擔任旁白，製片公司包括德法公共電視台、跨歐電影公司以及加利瑪出版社，並於德法公共電視台的系列節目《人類探險之旅》中首播。這部紀錄片另有德文配音版——。

## 外部連結
- 官方网站 （法文）